# Bermershausen
Bermershausen is een plaats in de Duitse gemeente Bad Laasphe, deelstaat Noordrijn-Westfalen, en telt 200 inwoners.